# Bóng đá (tạp chí)
Tạp chí Bóng đá là cơ quan ngôn luận của Liên đoàn bóng đá Việt Nam và gồm ba ấn bản: Nhật báo Bóng đá, Tuần báo Bóng đá & Cuộc Sống và Tạp chí điện tử Bóng đá .
Tạp chí phát hành trên Việt Nam với số lượng trung bình 120.000 bản/ngày, số lượng ấn bản lớn nhất tại đất nước này của một tờ báo thể thao (số liệu từ tháng 8-2007).

## Lịch sử
Năm 1998, Bản tin Bóng đá thuộc Liên đoàn bóng đá Việt Nam ra đời, gồm 4 trang xuất bản 2 kỳ/1 tuần. Ngày 24/12/2001, Báo Bóng đá chính thức ra đời với Giấy phép hoạt động báo chí số 686/GP - BVHTT do Bộ Văn hóa - Thông tin cấp và xuất bản 7 ngày/tuần.
Tới ngày 3/12/2010, theo Giấy phép số 1864/GP - BTTTT do Bộ Thông tin và Truyền thông cấp, ấn phẩm Bóng đá & Cuộc sống ra đời. Ban đầu, ấn phẩm này được phát hành 2 kỳ/tháng, nay đã tăng lên 4 kỳ/tháng. Ngày 20/12/2010, trang tin tổng hợp của báo Bóng Đá được cấp phép hoạt động, chính thức trở thành báo điện tử Bóng đá.
Ngày 1/4/2020, theo Giấy phép số 48/GP-BTTTT do Bộ Thông tin và Truyền thông cấp, Báo Bóng đá chuyển đổi thành Tạp chí Bóng đá để thực hiện Quy hoạch phát triển và quản lý báo chí toàn quốc đến năm 2025.

## Các ấn phẩm
- Bóng đá ngày: Bao gồm 20 trang nội dung và 4 trang quảng cáo. Có 6 trang trong nước, đăng tải các tin tức và nhận định về Giải bóng đá vô địch quốc gia và Đội tuyển bóng đá quốc gia Việt Nam. 14 trang quốc tế chuyên theo dõi các giải vô địch quan trọng khác của thế giới như Giải bóng đá Ngoại hạng Anh, La Liga, Bundesliga, World Cup và Giải vô địch bóng đá châu Âu...
- Bóng đá & Cuộc sống: Bao gồm 28 trang nội dung. Thực hiện các chuyên đề đi sâu vào đời sống cầu thủ Việt Nam và quốc tế, các vấn đề chiến thuật và tư liệu lịch sử bóng đá.
- Bóng đá điện tử: Thương hiệu là Bóng đá + (Bóng đá Plus). Cập nhật thông tin nhanh về tất cả các khía cạnh của bóng đá Việt Nam và quốc tế.